# 王教成
王教成（1952年12月—），安徽来安人，生于浙江杭州。中国人民解放军上将。中国共产党第十八届中央委员会委员。

## 生平
早年担任陆军第十二集团军副军长。2000年，任南京军区副参谋长。后升任陆军第十二集团军军长。2008年1月，任南京军区副司令员。2012年10月，任沈阳军区司令员。2016年2月，任新成立的中国人民解放军南部战区司令员。2018年2月24日，当选为第十三届全国人大代表。
2014年7月，晋升为上将军衔。